# Furmanivka
Furmanivka (in ucraino Фурманівка?; in russo Фурмановка?, Furmanovka) è un villaggio ucraino.